# John Mamann
John Mamann, född 29 september 1978, är en fransk sångare, låtskrivare och kompositör. Han har släppt albumen Mister Joe, John Mamann och "Love Life". Låten "Love \ Life" som han sjunger med den portugisiska sångerskan Kika har toppat den franska låtlistan. Han är son till sångaren och musikern Maurice Mann.